# Eduardo Cifuentes Muñoz
Eduardo Cifuentes Muñoz (Popayán, 24 de marzo de 1954) es un abogado, profesor y jurista colombiano. 
Fue elegido presidente de la Jurisdicción Especial para la Paz en 2020 hasta 2022.

## Biografía
Nació en Popayán, estudió derecho en la Universidad de Los Andes, y realizó su maestría de derecho de la Universidad Complutense de Madrid  y experto en asuntos constitucionales. Empezó su trayectoria en la Superintendencia Bancaria de 1977 de 1980, en la Comisión Nacional de Valores de 1980 a 1983,y en el Banco de Colombia de 1986 a 1990. En 1991 fue designado como magistrado de la Corte Constitucional de Colombia hasta 1998.
En 1999 fue elegido como Defensor del Pueblo hasta su renuncia en 2003. En 2003 al 2005 fue miembro del grupo nacional de la Corte Permanente de Arbitraje de La Haya, y mediador ante la Comisión Especial para el tratamiento de Conflictos ante la Organización Internacional del Trabajo. En 2011 para crear su propia oficina de abogados, Cifuentes & Cifuentes, con la que asesoró a clientes grandes como Bancolombia o la minera Cerro Matoso. En 2015 fue precandidato para la alcaldía de Bogotá, finalmente declino su precandidatura. En 2017 se postuló como magistrado de la Jurisdicción Especial para la Paz, y fue elegido por la comisión independiente que definió los magistrados. Entró a formar parte de la Sección de Apelación, el órgano de cierre del Tribunal para la Paz y por lo tanto el de mayor jerarquía, de la que fue presidente hasta 2020, ese mismo año fue elegido presidente.